# Gretl Eipert
Gretl Eipert (n. Margarete Eipert, 1919, Orțișoara (Orzydorf), județul Timiș) este o poetă de limba germană, originară din Banat, România, care a scris poezii în dialectul șvăbesc.
Provine dintr-o familie de țărani șvabi, ai căror strămoși au venit în Banat cu 7 generații în urmă. 
Copil fiind, asculta poveștile bunicii sale, în serile când torcea lână. Alături de acestea, a cules și ea folclor șvăbesc.
Din 1979 a emigrat în Republica Federală Germania.

## Scrieri
- Gschicht vun der Wegwarte, povestire publicată în Banater Volksgut, Erster Band, Märchen, Sagen und Schwänke, editori Walther Konschitzky și Hugo Hausl, București, 1979, pagina 37.[2]
- Schwowisch is mei Muttersproch. (Gedichte in Banater Mundart) (Șvăbeasca e limba mea maternă - Poezii în dialect bănățean), Editura Typoskript o.O., 1990
- Was bleibt, wenn wir gehen. (Gedichte in Banater Mundart) (Ce rămâne dacă plecăm - Poezii în dialect bănățean), Ingolstadt,1989; Editura Typoskript o.O., 1990
- Margarete Eipert: Märchen aus dem Banat - eine Donauschwäbin - erzählt (casetă audio, Povești din Banat - o șvăboaică dunăreană povestește)
- Neue Heimat – alte Heimat; Worte; Nachbarhilfe; Wo ist die Zeit?; Schwoweschicksal (Schwabenschicksal) (Gedichte) versuri publicate în revista semestrială Halbjahresschrift für südosteuropäische Geschichte, Literatur und Politik, 1991/1, paginile 76-78.[3]